# Resolutie 2198 Veiligheidsraad Verenigde Naties
Resolutie 2198 van de Veiligheidsraad van de Verenigde Naties werd unaniem door de VN-Veiligheidsraad aangenomen op 29 januari 2015 en verlengde de sancties tegen de Democratische Republiek Congo tot juli 2016.

## Achtergrond
In 1994 braken in de Democratische Republiek Congo etnische onlusten uit die onder meer werden veroorzaakt door de vluchtelingenstroom uit de buurlanden Rwanda en Burundi. In 1997 beëindigden rebellen de lange dictatuur van Mobutu en werd Kabila de nieuwe president. In 1998 escaleerde de burgeroorlog toen andere rebellen Kabila probeerden te verjagen. Zij zagen zich gesteund door Rwanda en Oeganda. Toen hij in 2001 omkwam bij een mislukte staatsgreep werd hij opgevolgd door zijn zoon. Onder buitenlandse druk werd afgesproken verkiezingen te houden die plaatsvonden in 2006 en gewonnen werden door Kabila. Intussen zijn nog steeds rebellen actief in het oosten van Congo en blijft de situatie er gespannen.
In 2003 werd een wapenembargo opgelegd tegen alle gewapende groepen die geen deel uitmaakten van de overheid. Ook werden reisbeperkingen en financiële sancties getroffen tegen diegenen die dit embargo schonden. Daarop werd toegezien door een groep van experts.

## Inhoud
Het oosten van Congo bleef gebukt gaan onder een veiligheids- en humanitaire crisis door de gewapende groeperingen uit binnen- en buitenland die er actief waren en de smokkel van natuurlijke rijkdommen uit het gebied. De neutralisatie van deze groeperingen was van het grootste belang, en het uitschakelen van het Rwandese FDLR was een topprioriteit. Tegen deze groep golden VN-sancties en leden ervan waren in 1994 betrokken geweest bij de Rwandese genocide.
Men was zeer bezorgd over gerapporteerde lokale samenwerkingen tussen het FDLR en het Congolese regeringsleger. Zij zouden illegaal handelen in mineralen, hout en wilde dieren en zich tegelijkertijd schuldig maken aan ernstige mensenrechtenschendingen. De Congolese overheid had twee hoge officieren vervolgd voor misdaden tegen de menselijkheid en oorlogsmisdaden, en het land werd gevraagd te blijven strijden tegen de straffeloosheid en te werken aan de professionaliteit van haar veiligheidsdiensten.
Het wapenembargo, de financiële sancties en de reisbeperkingen tegen de leiders van de gewapende groeperingen en milities, oorlogsmisdadigers en zij die de ingestelde sancties schonden of illegaal in natuurlijke rijkdommen handelden werden verlengd tot 1 juli 2016. Het mandaat van de expertengroep die toezag op de naleving van de sancties werd verlengd tot 1 augustus 2016.
Van de gewapende groeperingen werd opnieuw geëist dat ze het geweld zouden staken, ontwapenen en kindsoldaten vrijlaten. De landen in de regio werden opgeroepen te zorgen dat deze groepen geen steun ontvingen vanuit hun grondgebied.

## Verwante resoluties
- Resolutie 2136 Veiligheidsraad Verenigde Naties (2014)
- Resolutie 2147 Veiligheidsraad Verenigde Naties (2014)
- Resolutie 2211 Veiligheidsraad Verenigde Naties

Lijst ·  2196 ·  2197 ·  2198 ·  2199 ·  2200 ·  2201 ·  2202 ·  2203 ·  2204 ·  2205 ·  2206 ·  2207 ·  2208 ·  2209 ·  2210 ·  2211 ·  2212 ·  2213 ·  2214 ·  2215 ·  2216 ·  2217 ·  2218 ·  2219 ·  2220 ·  2221 ·  2222 ·  2223 ·  2224 ·  2225 ·  2226 ·  2227 ·  2228 ·  2229 ·  2230 ·  2231 ·  2232 ·  2233 ·  2234 ·  2235 ·  2236 ·  2237 ·  2238 ·  2239 ·  2240 ·  2241 ·  2242 ·  2243 ·  2244 ·  2245 ·  2246 ·  2247 ·  2248 ·  2249 ·  2250 ·  2251 ·  2252 ·  2253 ·  2254 ·  2255 ·  2256 ·  2257 ·  2258 ·  2259